# Ivory (Jura)
Ivory é uma comuna francesa na região administrativa de Borgonha-Franco-Condado, no departamento de Jura. Estende-se por uma área de 9,13 km². Em 2010 a comuna tinha 100 habitantes (densidade: 11 hab./km²).